# Утевський Арон Михайлович
Арон Михайлович Утевський (21 червня 1904, Конотоп — † 3 вересня 1988) — український, радянський біохімік, член-кореспондент АН УРСР.

## Життєпис
Народився 21 червня 1904 року в Конотопі в родині фармацевта . В юності мріяв стати літератором.
У 1922 році вступив на біологічний факультет Харківського Інституту Народної Освіти, маючи намір отримати природничо-наукову освіту, щоб стати письменником з широким кругозором. Однак поступово біохімія стала для Утевського головною справою, а література перемістилася на другий план. Будучи студентом працював викладачем фізики, хімії та біології .
У 1924 р. закінчив інститут.
З 1925 р. розпочалася його наукова робота на кафедрі біохімії Харківського медичного інституту під керівництвом професора А. В. Паладіна. У цьому ж році А. М. Утевський став аспірантом кафедри, яка надалі послужила базою для організації Українського біохімічного інституту .

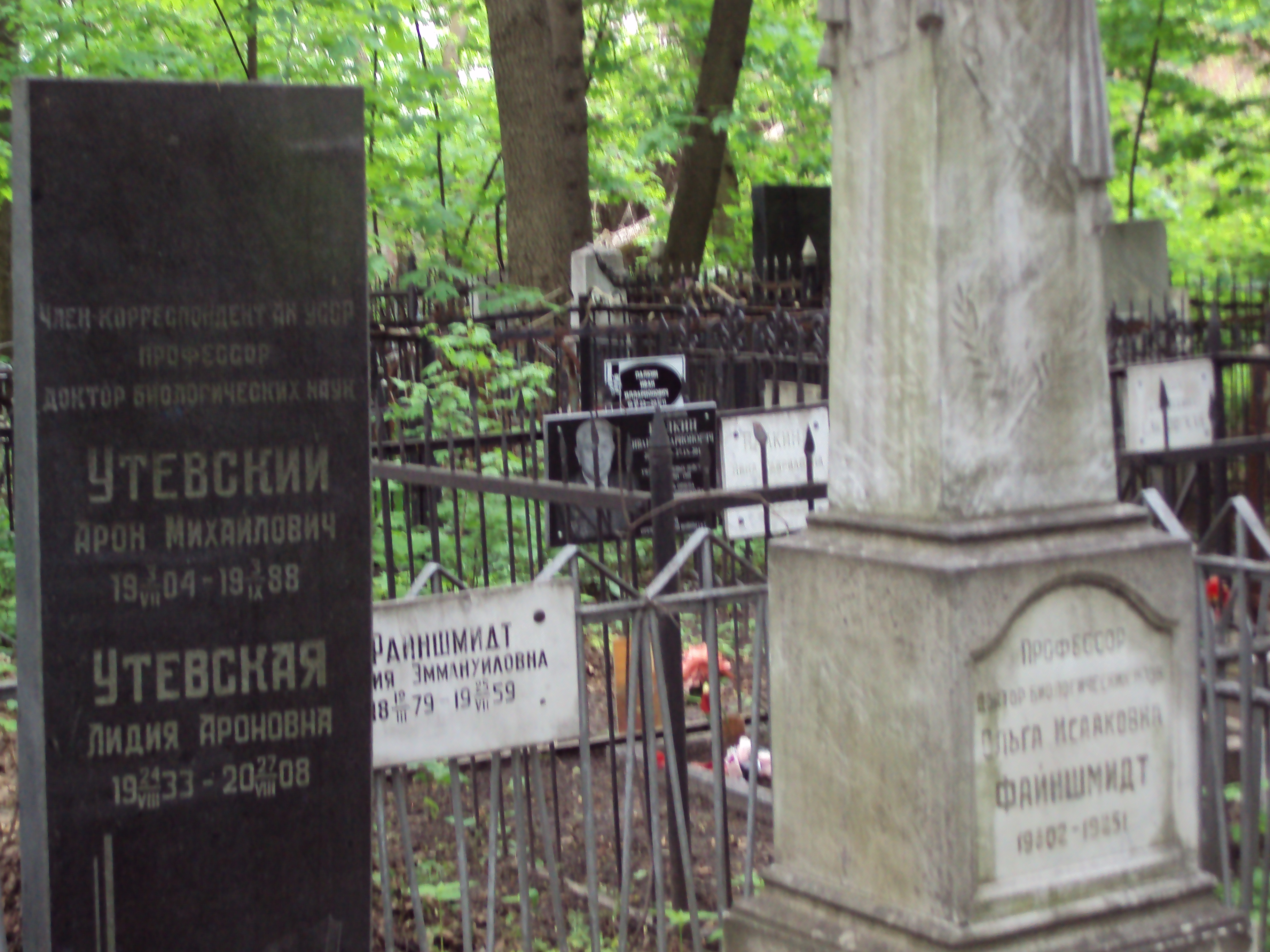
Поховання А. М. Утевського та членів його родини на Харківському кладовищі № 2. Світлина DKM med.

У 1928 закінчив аспірантуру та до 1931 року працював в Українському Біохімічному Інституті. 
У 1931 р. — почав працювати викладачем у вищій школі на посаді помічника кафедри біохімії Харківського медичного інституту . 
Також з 1931 по 1975 роки завідував кафедрою біохімії Харківського медичного інституту, одночасно очолював біохімічні відділи Українського інституту експериментальної медицини і Всеукраїнського інституту ендокринології та органотерапії (нині ДУ «Інститут проблем ендокринної патології ім. В. Я. Данилевського НАМН України»).
У 1935 році захистив дисертацію «Біохімічні процеси у залозах внутрішньої секреції», та у 1936 році йому було присвоєно вчений ступінь Доктор біологічних наук .
З 1939 р. — член-кореспондент Академії наук УРСР.
У 1938–1941 роках завідував кафедрою біохімії 2-го Харківського медичного інституту, а 1940 році був затверджений у званні професора на кафедрі біологічної хімії .
1941 рік — евакуювався з інститутом у м. Фрунзе (м. Бішкек), де працював професором кафедри біохімії Киргизького медичного інституту, з яким об’єднався 2-й Харківський медичний інститут. У 1943–1944 роках — був заступником директора Киргизького медичного інституту з навчальної та наукової роботи. Використавши свої знання у галузі вітамінології, він організував у Фрунзе перше у Киргизії вітамінне виробництво .
У 1944 році професор повернувся до м. Харкова та очолив кафедру біохімії вже єдиного Харківського медичного інституту й керував нею до 1975 року .
У 1975 р створив і очолив в Інституті проблем кріобіології і кріомедицини АН УРСР лабораторію кріобіохіміі нейрогуморальних систем, потім реорганізовану в відділ. Основним напрямком досліджень відділу стало вивчення механізмів регуляції і ауторегуляції біохімічних процесів.
Похований на міському кладовищі № 2 (Харків) поруч з дружиною Утевською (до шлюбу Файншмідт) Ольгою Ісаківною.

## Наукова та педагогічна робота
Основоположник досліджень з обміну катехоламінів — з'єднань, близьких до гормону адреналіну. Встановив природу і функцію метаболітів цих гормонів-медіаторів та їх значення для фізіології і патології, розробив нові методи їх досліджень. Дослідження наукової школи професора Утевського показали, що в процесі перетворення гормон не припиняє діяльності в організмі, загибель гормону є початком життя нових регуляторів, які відіграють важливу роль в життєдіяльності організму. Монографія Утевського «Біохімія адреналіну» (1939 р.) започаткувала розвиток біохімії катехоламінів в СРСР.
Вивчення обміну адреналіну дозволило по-новому підійти до деяких актуальним питанням фізіології та патології, зокрема, питанням патогенезу гіпертонічної хвороби та облітеруючого ендартеріїту. Обґрунтовані роботами А. М. Утевського та його учнів вистави про шляхи обміну адреналіну та норадреналіну відображені у численних вітчизняних та зарубіжних підручниках та монографіях .
Арон Михайлович - автор низки науково-популярних книг та статей, серед них «Хімія травлення» (1930), «Залози внутрішньої секреції» (1938), «Білок — основа життя» (1957 р.) .
Вперше досліджував перетворення в м'язах піровиноградної кислоти в молочну кислоту.
Розробив метод кріоконсервування зрізів щитоподібної залози. Аутологічний кріоконсервований матеріал використовується в якості трансплантата для корекції гіпофункції щитоподібної залози у людини.
Опублікував близько 250 робіт в області біохімії, підготував 65 кандидатів наук і 21 доктори наук. Автор ряду робіт в області філософії природознавства та історії науки. Остання книга «Шляхи дослідження і дослідження шляху» залишилася незавершеною.

## Літературна творчість
Вірші, оповідання, нариси Утевського друкувалися в газетах і журналах. Після виходу повісті «Чорна вода» був прийнятий до Спілки письменників. П'єса «Пам'ятні зустрічі» ставилася в більш ніж у 100 театрах театрах Радянського Союзу і Болгарії.

## Нагороди
Нагороджений медаллю імені академіка С. І. Вавілова Всесоюзного товариства «Знання» та медаллю ВДНГ за впровадження норадреналіну та методу його дослідження (1964). 
Премія НАН України імені О. В. Палладіна 1980 р. за цикл праць, присвячених вивченню обміну адренергічних гормонів-медіаторів (катехоламінів).